# Dolany (Hlince)
Dolany jsou rekreační osadou v severovýchodní části okresu Plzeň-sever. Osada leží na terase nad místem původní zaniklé vsi v údolní nivě Berounky na katastrálním území obce Hlince, 12,5 km východně od Kralovic.

## Historie
Původní ves je poprvé uváděna k roku 1358, ale místo bylo osídleno mnohem déle. Ves byla v majetku drobných šlechticů, stála v ní též tvrz, ale k roku 1481 jsou Dolany uváděny jako pusté. Okolo roku 1838 byly Dolany částečně obnoveny výstavbou pěti domků pro osadníky, kteří robotovali ve Chříči.

## Památky
Na místě původní vsi se dochoval gotický kostel sv. Petra a Pavla. V průběhu 20. století se stal zříceninou, od počátku 21. století probíhá jeho obnova.

## Okolí
Dolany sousedí na severu se Studenou, na jihu s hospodářským dvorem Ptyč a na západě s Hlinci. Jižně od osady v malém údolí protéká Dolanský potok. Na protilehlém břehu Berounky se rozkládá národní přírodní rezervace Chlumská stráň a jižně proti proudu řeky u Ptyče začíná přírodní park Hřešihlavská.